# Cycas ophiolitica
Cycas ophiolitica é uma espécie de cicadófita do género Cycas da família Cycadaceae, nativa do leste e centro de Queensland, Austrália. Segundo dados de 2010, a população tende a descrescer.